# Patrizia Nanetti
Pour les articles homonymes, voir Nanetti.
Patrizia Nanetti, née le 26 juillet 1965 à Ancône dans la région des Marches, est une mannequin italienne, lauréate du concours Miss Italie en 1981.

## Biographie
Étudiante en comptabilité, Patrizia Nanetti est couronnée Miss Italie à Formia en 1981. C'est la troisième miss de cette région élue, après Mariella Giampieri (it) en 1949 et Anna Zamboni en 1969.
Elle travaille par la suite comme mannequin, modèle-photo et présentatrice à la télévision pour la chaîne Italia 1 de 1987 à 1990.

## Prix et distinctions
- Miss Italie 1981.